# Maud Olofsson
Maud Elisabeth Olofsson (født Olsson, 9. august 1955 i Arnäs, Ångermanland, Sverige) er en svensk politiker, der siden 2001 har været formand for Centerpartiet. Siden 2006 har hun været vicestatsminister og energi- og erhvervsminister i Fredrik Reinfeldts borgerlige regering.
Olofsson begyndte sin politiske karriere i partiets ungdomsorganisation, Centerpartiets Ungdomsförbund, i 1974. Hun blev kommunalbestyrelsesmedlem i Luleå i 1976. Hun var fra 1992-1994 særlig rådgiver for arbejdsminister Börje Hörnlund. Siden 1996 har hun været medlem af ledelsen for Centerpartiet og blev valgt som partileder i marts 2001.
Hendes politiske standpunkt er typisk for Centerpartiet; hun har fokus på de små agrarsamfunds overlevelse i Sverige kombineret med at hun fører en centrum-højre økonomisk politik. Det var dog banebrydende for partiets historie, da Olofsson karakteriserede dets politisk som socialliberalt. Selv om partiet sommetider har deltaget i socialdemokratisk ledede regeringer, har det under Olofssons ledelse indtaget en stærk oppositionsrolle. Gennem samarbejdet med de øvrige borgerlige partier i Alliance for Sverige lykkedes det den borgerlige blok at komme til magten ved Riksdagsvalget i 2006. 